# Lilium Jet

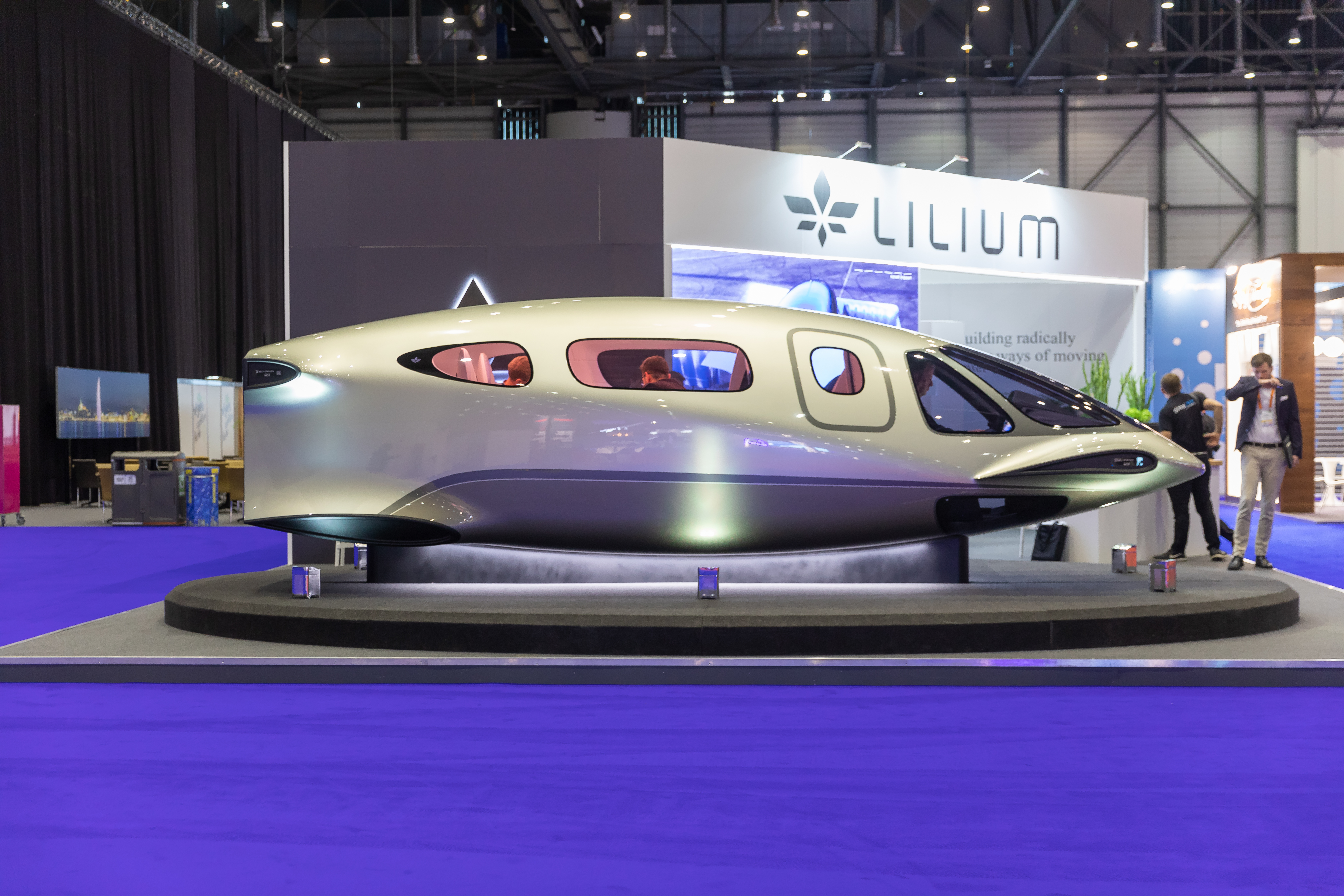
Lilium Jet

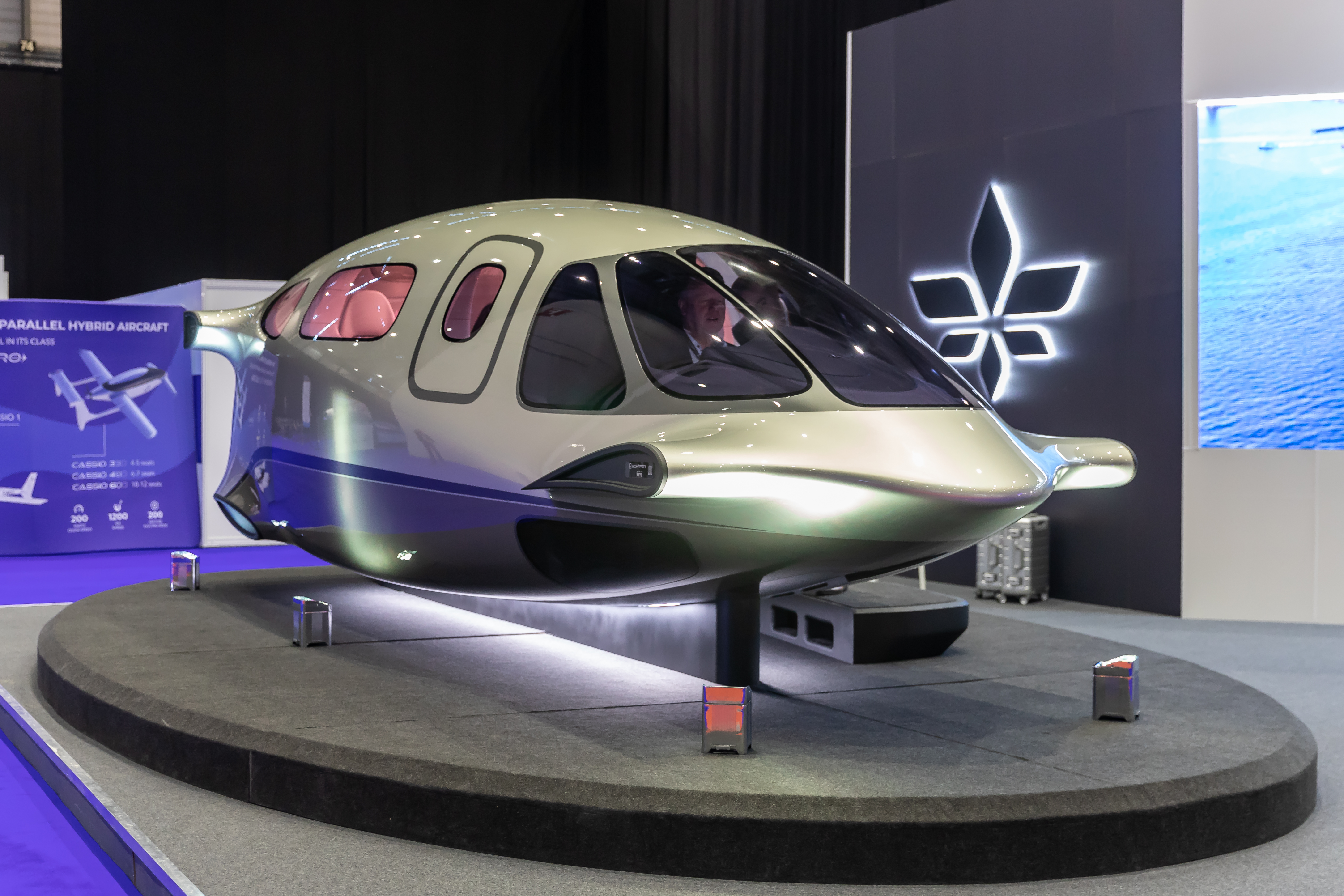
Lilium Jet

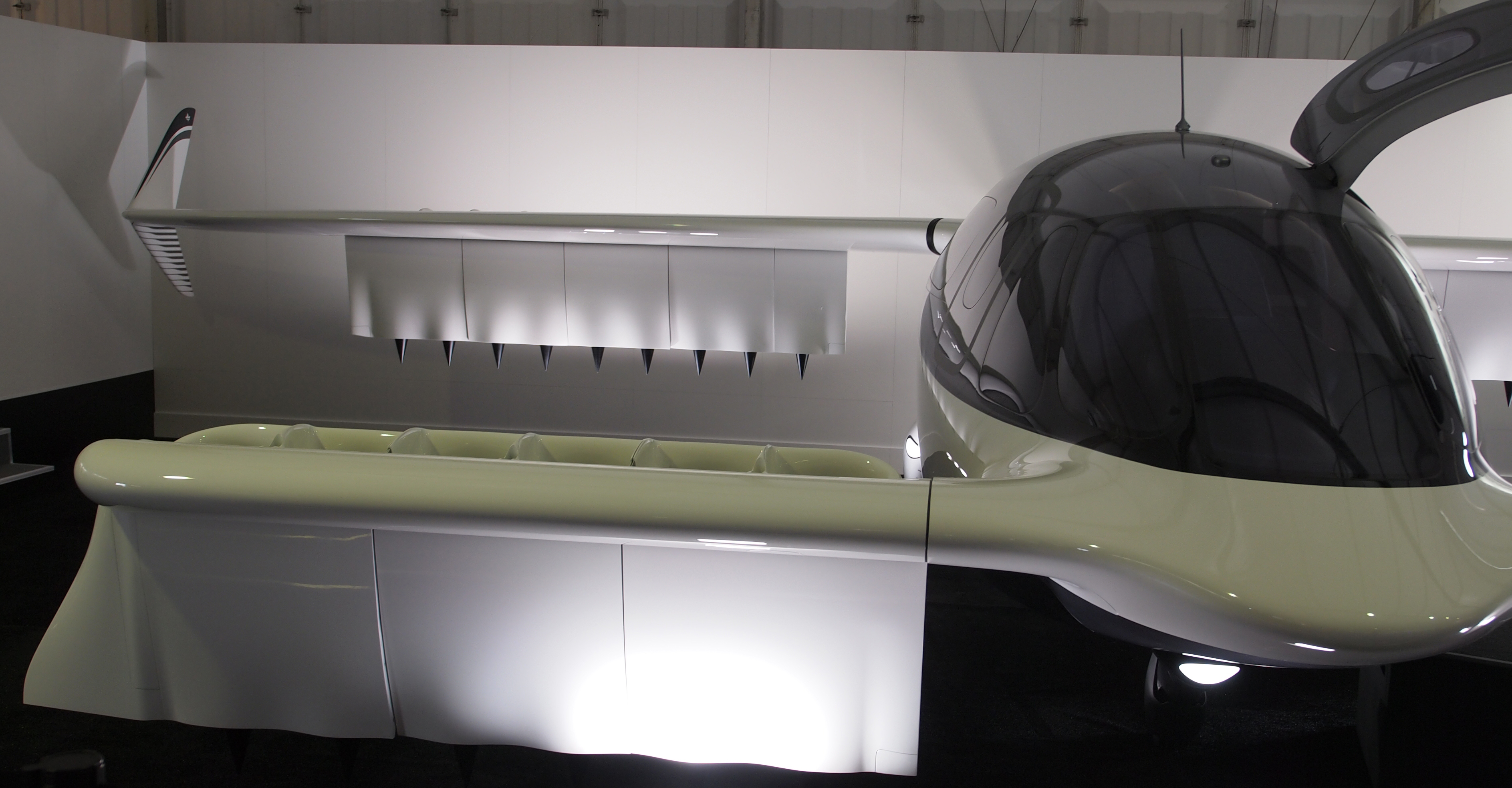
Lilium Jet

Lilium Jet – w pełni elektryczny „latający samochód” niemieckiej firmy Lilium. Samolot ten wyposażony w 36 silników elektrycznych - odrzutowych, dzięki którym może on wystartować pionowo nawet w ciasnych przestrzeniach, kierując strumień powietrza w dół. Wytworzony nimi strumień powietrza umożliwia osiągnięcie prędkości do 300 km/h osiągając przy tym zasięg do 300 km na jednym ładowaniu. Pierwszy lot prototypu Lilium Jet miał miejsce 20 kwietnia 2017. Firma zamierza rozpocząć loty komercyjne do 2025 roku. 
Ten statek powietrzny może zabrać na pokład do 5 pasażerów. Pojazd ma służyć jako latająca taksówka.